# Bromeliohyla bromeliacia
Bromeliohyla bromeliacia (tên tiếng Anh: Bromeliad treefrog) là một loài ếch trong họ Nhái bén.
Nó được tìm thấy ở Belize, Guatemala, Honduras, và México.
Các môi trường sống tự nhiên của chúng là các khu rừng ẩm ướt đất thấp nhiệt đới hoặc cận nhiệt đới và rừng mây ẩm nhiệt đới và cận nhiệt đới. Loài này đang bị đe dọa do mất nơi sống.